# Fonds-Verrettes
Fonds-Verrettes (Haitianisch-Kreolisch Fonvèrèt) ist eine Gemeinde im Département Ouest von Haiti.

## Geschichte
Fonds-Verrettes war ursprünglich ein Militärposten.
Die Anfang des 19. Jahrhunderts entstehende Siedlung wurde als 17. Bezirk der Gemeinde Croix-des-Bouquets geführt, bis sie im Jahr 1889 zunächst der Gemeinde Thomazeau und später der Gemeinde Ganthier zugeschlagen wurde.
Im Jahr 1980 wurde Fonds-Verrettes zu einer selbstständigen Gemeinde gemacht.
Im September 1998 wurde die Gemeinde durch den tropischen Wirbelsturm Georges stark beschädigt; das Stadtzentrum wurde durch Wassermassen praktisch vollständig verwüstet. Aufgrund seiner exponierten Lage am Bergrücken Chaîne de la Selle, zu der der höchste Berg Haitis (Pic la Selle) gehört, und des Flusssystems der umgebenden Täler, die bei Starkregen tropischer Stürme verheerende Überschwemmungen erzeugen, ist die Gemeinde von Naturkatastrophen geplagt.

## Lage und Beschreibung
Fonds-Verrettes ist eine der östlichsten Städte Haitis und liegt an der nur 2 Kilometer vom Zentrum entfernten Grenze zur Dominikanischen Republik. Im Westen der Gemeinde liegt der Nationalpark Pinienwald (Parc national Forêt des Pins).
Im ländlichen Bereich der Gemeinde bestehen die Siedlungen Aux Plumettes, Barassa, Bois Négresse, Boucan-Canelle, Boucan-Chatte, Boucan-Dimanche, Boucan-Ferdinand, Boulaille, Cambrenant, Chapotin, Colonie Agricole d'Oriani, Cosimi, Decouverte, Désiré, Fond Chalet, Forêt-des-Pins, Geffrard, Gentilhomme, Goman, Gros Cheval, Gros Mât, Haut Morne, Jardin-Bois, La Dame, La Trahison, Le Refuge, Louissaint, Majon, Mare-Citron, Mare-Doublé, Mare-Orange, Mare-Table, Nan Bambou, Nan Bois d'Orme, Nan Bois Pin, Nan Catte, Nan Papalle, Nan Periche, Nan Plaisir, Oriani, Palmiste-Trampé, Pomme Rose, Rac Rocheman, Savane-Pistache, Savanne-Bourrique, Savanne-Mouton und Scierie.
Die Route Départementale RD-801 verläuft durch Fonds-Verrettes und verbindet den Ort bei dem Grenzübergang Malpasse mit der Route Nationale RN-8 im Norden (33 Kilometer). Bis zur Südküste (Karibisches Meer) bei Belle-Anse sind es 77 Kilometer.